# フォーツァ
フォーツァ（伊: Foza）は、イタリア共和国ヴェネト州ヴィチェンツァ県にある、人口約700人の基礎自治体（コムーネ）。

## 地理

### 位置・広がり

#### 隣接コムーネ
隣接するコムーネは以下の通り。
- アジアーゴ
- エーネゴ
- ガッリオ
- ヴァルブレンタ

### 気候分類・地震分類
気候分類では、zona F, 4295 GGに分類される。
また、イタリアの地震リスク階級 (it) では、zona 2 (sismicità media) に分類される。

## 姉妹都市
- Neufahrn in Niederbayern、ドイツ
- シンナイ、イタリア